# Dresden-Pieschen
Dresden-Pieschen – stacja kolejowa w Dreźnie, w kraju związkowym Saksonia, w Niemczech. Znajdują się tu 2 perony.